# Coupe des Pays-Bas de football 1960-1961
Navigation
Édition précédente Édition suivante
La Coupe des Pays-Bas de football 1960-1961, nommée la KNVB beker, est la 43e édition de la Coupe des Pays-Bas. La finale se joue le 14 juin 1961 au Zuiderpark Stadion (en) à La Haye.
Le club vainqueur de la coupe est qualifié pour la Coupe des coupes 1961-1962.

## Finale
L'Ajax Amsterdam bat le NAC Breda 3 à 0 et remporte son troisième titre, Henk Groot marque les trois buts de son équipe en dix minutes.